# Rijekas stadsflagga
Rijekas stadsflagga (kroatiska: Zastava grada Rijeke) är den kroatiska staden Rijekas stadsflagga. Tillsammans med stadsvapnet är den en av stadens främsta visuella symboler. 

## Historik
Rijekas nuvarande stadsflagga antogs officiellt den 26 september 1998. Den enfärgade blå flaggan är kontroversiell och antogs som en kompromiss av Rijekas stadsfullmäktige. Stadsflaggan har varit föremål för återkommande polemik mellan lokalstyret i Rijeka och det kroatiska förvaltningsdepartementet. Frågan om dess fortsatta bruk är år 2018 ännu inte löst.   

Rijekas stadsfullmäktiges förslag till ny stadsflagga. Trikoloren har rötter från år 1848 och var med kortare avbrott i officiellt bruk åren 1870–1947. Nuvarande stadsvapen centralt placerad på flaggan.

Efter Kroatiens frigörelse år 1991 från den kommunistiska federala staten Jugoslavien och införandet av demokrati och politisk pluralitet återinförde flera kroatiska städer och kommuner sina historiska stadssymboler. I likhet med andra städer och kommuner antog Rijekas stadsfullmäktige den 26 mars 1998 beslut om att återinföra Rijekas historiska stadsvapen och stadsflagga. Beslutet skickades på remiss till kroatiska förvaltningsdepartementet som är den myndighet i landet som ansvarar för länens, städernas och kommunernas heraldik. Myndigheten avslog dock stadsfullmäktiges begäran. Ett nytt modifierat stadsvapen som i stora drag bar likheter med det historiska vapnet infördes som en kompromiss. Förvaltningsdepartementet avslog dock helt begäran att återinföra den stadsflagga (en trikolor i karminrött, gyllengult och koboltblått) som var i officiellt bruk åren 1870–1947 men som hade utformats och använts sedan år 1848.
Rijekas stadsfullmäktige har sedan år 1998 upprepade gånger lämnat förslag på att få återinföra flaggan. Remissvaren från myndigheten har varit av politisk natur. Förvaltningsdepartementet anser nämligen att den historiska flaggan är opassande ur ett historiskt perspektiv då den var i bruk under en period då Rijekas politiska tillhörighet och status var föremål för en dispyt. Därtill kompliceras frågan av att den används av en italiensk irredentistisk organisation. Förvaltningsdepartementet påpekar att det finns en politisk tradition i Kroatien av enfärgade stadsflaggor men att det teoretiskt inte finns några hinder för en stad att införa en trikolor eller annan typ av flagga. Som exempel har flera städer i Istriens län korsflaggor av nordisk typ som stadsflaggor. Myndigheten motiverar dock sitt beslut med att Rijekas trikolor inte är den enda flagga som historiskt använts som stadsflagga. Det lokala styret menar att trikoloren är den enda att betrakta som Rijekas lokala flagga. Staden har historiskt tillhört olika stadsbildningar (habsburgska monarkin, Österrike, Österrike-Ungern, Italien och Jugoslavien) och de stadsflaggor som används har varit varianter av dessa statsbildningars nationsflaggor.
Den pågående tvisten om återinförandet av den historiska flaggan innebär att den år 1998 antagna flaggan används i officiella sammanhang medan den historiska flaggan inte sällan används i informella sammanhang. 